# Reichshaushaltsordnung
Die Reichshaushaltsordnung von 1922 war ein Reichsgesetz, das seit dem 1. Januar 1923 die Aufstellung des Reichshaushaltsplans, seine Durchführung und deren Überwachung  regelte.  
Nach dem Ersten Weltkrieg gelang es mit der Reichshaushaltsordnung erstmals, eine gesetzliche Normierung des Haushaltsrechts ergänzend zu den Vorschriften über die Reichsverwaltung in Art. 85–87 der Weimarer Verfassung zu schaffen. Die bislang dezentral gestaltete Finanzverwaltung wurde im Zuge der Erzbergerschen Reform durch die Schaffung einer Reichsfinanzverwaltung für das Deutsche Reich zentralisiert.
Die Reichshaushaltsordnung baute auf den Grundsätzen einer ordnungsmäßigen Haushaltswirtschaft auf und diente dem fiskalischen Ziel, die Bedarfsdeckung des Staates zu gewährleisten. Aus haushaltssystematischer Sicht kennzeichnend war für das damalige Haushaltsrecht die (heute nicht mehr praktizierte) Aufteilung in einen ordentlichen und einen außerordentlichen Haushalt.
Nach dem Zweiten Weltkrieg galten die Reichshaushaltsordnung und die zu ihrer Ergänzung und Durchführung erlassenen Bestimmungen in der am 8. Mai 1945 geltenden Fassung für den Bundeshaushaltsplan und seine Ausführung mit den erforderlichen sprachlichen Anpassungen an die Institutionen der Bundesrepublik Deutschland entsprechend (§ 1 Abs. 1, Abs. 3 des Gesetzes vom 7. Juni 1950).
Mit Inkrafttreten der Bundeshaushaltsordnung (BHO) trat die Reichshaushaltsordnung außer Kraft (§ 119 Abs. 2 Nr. 1 BHO).